# The Biskitts
Os Biskitts é uma série de desenho animado, produzida pela Hanna-Barbera. Estreou em 7 de setembro de 1983 e teve apenas uma temporada, com 26 episódios.

## História
Conta a história dos Biskitts, um grupo de cães, com roupas medievais, vivendo no Castelo Biskitt, perto de um pântano. Eles guardam o tesouro do Rei Kevin, do malévolo Rei Max, que sempre tenta roubá-lo.

## Lista de spisódios
nomes originais (em inglês)
1. As The Worm Turns
2. Trouble In The Tunnel
3. The Moonpond
4. Fly Me To The Goon
5. Spinner's Surprise
6. Two Leagues Under The Pond
7. Dogfoot
8. Up To His Old Tricks
9. Turnaround Hound
10. A Dark and Stormy Knight
11. Belling The Wildcat
12. King Max's War
13. Moving Day
14. A Biskitt Halloween
15. Around The Swamp In A Daze
16. Rogue Biskitt
17. The Golden Biskitt
18. The Bone in the Stone
19. The Trojan Biskitt
20. Snatched from Scratch
21. The Biskitt Who Cried Wolf
22. Shecky's Last Laugh
23. Raiders of The Lost Bark
24. The Princess and The Plea
25. The Swamp Monster
26. May the Best Biskitt Win

## Dubladores

### Nos Estados Unidos
- Wags: Darryl Hickman
- Sweets: Kathleen Helppie
- Shiner: Jerry Houser
- Lady: B.J. Ward
- Bump: Bob Holt
- Downer: Henry Gibson
- Wiggle: Jennifer Darling
- Spinner: Bob Holt
- Scat: Dick Beals
- Mooch: Marshall Efron
- King Max: Kenneth Mars
- Shecky: Kip King
- Fang and Snarl: Kenneth Mars e Peter Cullen
- Moat Monster: Frank Welker
- Scratch: Peter Cullen

### No Brasil
???